# Delhi Capitals
Delhi Capitals, anteriormente conhecido como Delhi Daredevils, é um time franqueado profissional de críquete da cidade de Nova Delhi, na Índia. A equipe disputa a Indian Premier League (IPL). Seu estádio é o Arun Jaitley Stadium e tem capacidade para 48.000 espectadores.